# Hôtel de ville de Lisieux
L'hôtel de ville de Lisieux est un ancien hôtel particulier construit en 1712 et rénové depuis, qui se dresse sur le territoire de la commune française de Lisieux, dans le département du Calvados, en région Normandie. L'édifice, qui abrite depuis la Révolution française les services municipaux, est partiellement inscrit au titre des monuments historiques.

## Localisation
L'hôtel est situé à Lisieux, dans le département français du Calvados.

## Historique

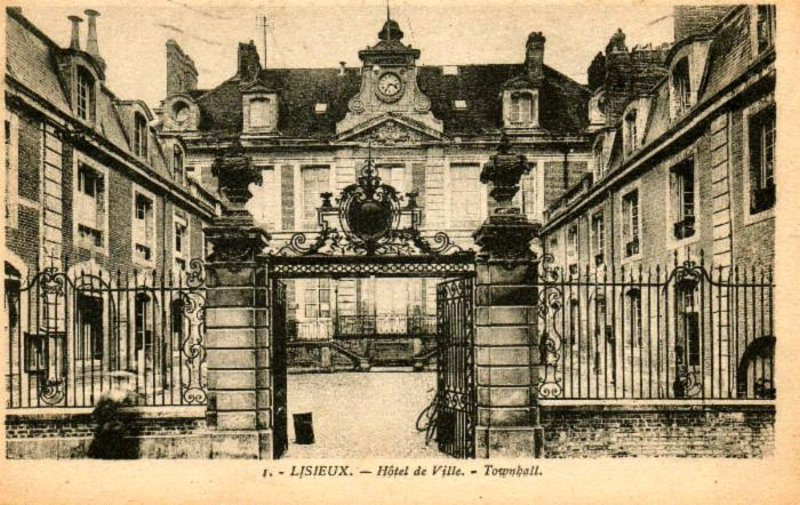
L'hôtel de ville de Lisieux sur une carte postale de la fin du XIXe siècle ou du début du XXe siècle.

L'édifice est construit en 1712 par Charles Lebas, qui en 1730 fera l'acquisition du château de Préaux.

## Description
Il se compose d’un bâtiment central (administration générale et cabinet du Maire) et de deux ailes (services à la population, Direction des ressources humaines, service du personnel, service communication et contrat de ville). On peut notamment y admirer les salons d’honneur, entièrement rénovés en 2003.
L'édifice vient[Quand ?] de faire l’objet d’importants travaux de rénovation des toitures et de la façade. Outre une recherche esthétique particulièrement ambitieuse et réussie, ce chantier d’une durée de deux ans a permis de restaurer l’un des plus beaux monuments de la ville, à l’identique du plan de masse d’origine.

## Protection
Les façades et toitures de l'ensemble des bâtiments ; la cour d'honneur avec sa clôture ; le jardin situé devant la façade postérieure sont inscrits au titre des monuments historiques par arrêté du 23 janvier 1968.